# Dommelvallei (natuurgebied)
Dommelvallei is een natuurgebied dat zich bevindt ter hoogte van de samenloop van de Dommel en de Bolisserbeek.
Het gebied is gelegen tussen Eksel, Wijchmaal, Kleine-Brogel en Peer en heeft een omvang van 450 ha. Het wordt beheerd door Natuurpunt en hoort bij het bosgebied Bosland. Het gebied is Europees beschermd als onderdeel van een Natura 2000-gebied (habitatrichtlijngebied 'Vallei- en brongebied van de Zwarte Beek, Bolisserbeek en Dommel met heide en vengebieden' (BE2200029) en overlappend vogelrichtlijngebied 'Militair domein en vallei van de Zwarte Beek' (BE22183)).
De noordgrens ligt bij de Wedelse Molen te Overpelt. De zuidgrens ligt voor wat betreft de Bolisserbeek bij de weg van Eksel naar Wijchmaal, en voor wat betreft de Dommel bij de Peerder Watermolen. Een groot deel van het landschap is in 1987 geklasseerd. In 1988 begon men met grondaankoop.
Het bestond uit kleinschalige akkers met houtwallen, terwijl de lagere delen in gebruik waren als hooiland en voor de winning van turf. Ook zijn er elzenbroekbossen, populierenaanplanten en visvijvers. Er zijn blauwgraslanden met gevlekte orchis, blauwe knoop en trilgras. Tot de zeldzame vogelwaarnemingen behoren bladkoninkje, sperwergrasmus, veldrietzanger en dwerggors.
De cultuurhistorie van het reservaat komt tot uiting in de watermolens: Wedelse Molen, Kleine Molen en Peerder Watermolen. Bij Molhem zijn grafheuvels te vinden en bij Hoksent bevinden zich de restanten van een schans, die in de 15e en 16e eeuw de plaatselijke bevolking tegen rondtrekkende troepen moest beschermen.